# Bieżuń
Pour les articles homonymes, voir Bieżuń.
Bieżuń (prononciation : [ˈbʲɛʐuɲ]) est une ville polonaise de la gmina de Bieżuń dans le powiat de Żuromin de la voïvodie de Mazovie dans le centre-est de la Pologne.
Elle est le siège administratif de la gmina de Bieżuń.
Elle se situe à environ 120 kilomètres au nord-ouest de Varsovie (capitale de la Pologne).
La ville couvre une superficie de 12,07 km2 et comptait 1 931 habitants en 2008.

## Histoire
La ville avait droit de cité dans la période 1406-1869, ils ont été restaurés au 31 décembre 1993.
De 1975 à 1998, la ville appartenait administrativement à la voïvodie de Ciechanów (Województwo ciechanowskie).